# Savo Settentrionale
Il Savo Settentrionale (in finlandese Pohjois-Savo, in svedese Norra Savolax) è una provincia della Finlandia. Il capoluogo è Kuopio.

## Amministrazione
Come la gran parte delle altre province finlandesi, il Savo del Nord è governato da due diversi enti:
- la Federazione del Savo Settentrionale (Pohjois-Savon liitto) è la confederazione dei comuni, con un Consiglio provinciale nominato dai consiglieri comunali, e una relativa Giunta provinciale. Il suo compito è gestire le competenze comunali su un ambito spaziale più ampio e condiviso.
- l’Area di benessere del Savo Settentrionale (Pohjois-Savon hyvinvointialue) è l’ente sanitario provinciale, creato nel 2022 e con un Consiglio eletto direttamente dai cittadini, che tramite la relativa Giunta gestisce gli ospedali e i servizi assistenziali.[1]

Il primo ente è quello che nomina il direttore provinciale.
La provincia era inclusa nella Finlandia Orientale, oggi ridotta a un’Agenzia regionale col ruolo di prefettura statale.

## Comuni
Il Savo Settentrionale è costituito da 19 comuni, di cui 5 sono città (in grassetto nella lista).
- Iisalmi
- Joroinen
- Kaavi
- Keitele
- Kiuruvesi
- Kuopio
- Lapinlahti
- Leppävirta
- Pielavesi

- Rautalampi
- Rautavaara
- Siilinjärvi
- Sonkajärvi
- Suonenjoki
- Tervo
- Tuusniemi
- Varkaus
- Vesanto
- Vieremä

## Stemma del Savo settentrionale

Stemma della regione storica del Savo

Sebbene il Savo settentrionale sia costituito solo dalla parte nord della regione storica del Savo, il suo stemma è praticamente identico a quello storico.